# Warnachar II
 Warnachar II was hofmeier van het koninkrijk Bourgondië (613-626/27) onder koning Chlotharius II (584-629).
In 602 wordt hij in twee brieven van paus Gregorius I als vertrouweling van Theuderik II genoemd.
Hij zou hofmeier worden onder het regentschap van Brunhilde voor haar minderjarige achterkleinzoon Sigebert II. De aristocratie voelt zich hierdoor bedreigd en de Austrasische edelen Pepijn van Landen en Arnulf van Metz en Warnachar sloten een overeenkomst met Chlotharius II: zij zouden hem helpen om koning te worden van het gehele Frankische rijk en in ruil voor het waarborgen van hun positie en autonomie. Bij de rivier de Aisne weten ze de troepen van Sigebert en Brunhilde te verslaan.
Hij wordt op 27 maart 616 in het testament van bisschop Bertram van Le Mans genoemd als hofmeier. Hij zou ook de Heilige Amarinus hebben geholpen bij het stichten van een klooster.
Hij stierf rond 626/627 in Mâcon en toen Chlotharius II vroeg of een van de Bourgondische edelen bereid was zijn positie als hofmeier in te nemen werd dit door allen geweigerd. Clotharius II zou Warnachars zoon Godin(us), die na de dood van zijn vader met zijn stiefmoeder Bertha zou zijn getrouwd, niet hebben vertrouwd en hem hebben laten vermoorden.

## Beknopte bibliografie
- (de)  H. Ebling, Prosopographie der Amtsträger des Merowingerreiches (613-741), München, 1974, pp. 235-238.